# Rio Căboaia
O Rio Căboaia é um rio da Romênia afluente do Bistriţa, localizado no distrito de Suceava.